# Ornithogalum brachystachys
Ornithogalum brachystachys là một loài thực vật có hoa trong họ Măng tây. Loài này được C. Koch mô tả khoa học đầu tiên.